# Marc Riboud
Marc Riboud (Saint-Genis-Laval, 24 giugno 1923 – Parigi, 30 agosto 2016) è stato un fotografo e fotoreporter francese.

## Biografia
Quinto di sette figli di una famiglia della buona borghesia di Lione, crebbe negli ambienti dei frequentatori di Sciences Po, cui appartenevano il padre e il suo amico banchiere Maurice Schlumberger (1886–1977), che seguì la formazione dei ragazzi e avviò verso carriere di successo nell'industria i fratelli di Marc: Antoine (1918–2002), Jean (1919–1985) e Jacques.
Iniziò giovanissimo a fotografare con un apparecchio Vest Pocket Kodak donatogli dal padre. Nel 1937, quattordicenne, presentò i suoi scatti alla Expo 1937; in quel periodo ritrasse anche i Castelli della Valle della Loira.
Durante la seconda guerra mondiale prese parte alla Resistenza francese e nel 1944 si trovò a combattere nel maquis del Vercors. Dopo la liberazione studiò alla École centrale de Lyon (1945-1948).

### Cartier-Bresson, Capa, la Magnum
Nel 1951 lavorava come ingegnere a Villeurbanne, prese delle ferie per fotografare il festival di Lione, ma al termine del permesso, anziché rientrare, si diresse a Parigi, ove andò ad abitare dal fratello Jean il quale gli fece conoscere prima Henri Cartier-Bresson e poi Robert Capa, due dei pilastri della Magnum Photos. Nel 1953 scatta le Peintre de la tour Eiffel ("Il pittore della Torre Eiffel"), la sua prima foto di una certa notorietà e la prima sua ad essere pubblicata su Life. Fu così ammesso alla Magnum Photos. Dopo un primo reportage in Jugoslavia, Robert Capa gli suggerì di passare un anno in Inghilterra, dove fotografò Londra e Leeds in ricostruzione dopo la guerra.
Nel 1955 raggiunse Istanbul con la Land Rover di George Rodger, e con questa attraversò l'Iran, l'Afghanistan, il Pakistan e infine l'India, ove si trattenne per circa un anno, in attesa di ottenere un visto che gli consentisse l'ingresso in Cina; nel 1956 si recò in Nepal per l'incoronazione a Katmandu del re Mahendra. Nel 1957 poté entrare in Cina e trattenervisi per un periodo relativamente lungo. Completò il suo viaggio in Oriente nel 1958 visitando il Giappone; grazie a quest'ultima esperienza poté comporre il suo primo libro, Women of Japan ("Donne del Giappone"), con testi di Christine Arnothy. L'inverno successivo ripartì, raggiungendo l’Alaska e proseguendo poi sino ad Acapulco.

### Le foto di storia
Iniziò quindi una fase della professione che lo vide assistere come fotoreporter ai più importanti eventi della cronaca internazionale del Secondo Novecento.
Fra il 1960 e il 1962, Riboud si occupò delle lotte di liberazione in Africa, fu più volte in Algeria, di cui colse l'euforia per la raggiunta indipendenza del luglio 1962.
Nel 1964 si trovava a Nuova Delhi per i funerali di Jawaharlal Nehru, nel 1965 era di nuovo in Cina, dove stava per essere lanciata da Mao Zedong la Grande rivoluzione culturale; ne trasse il libro Les Trois Bannières de la Chine ("I tre stendardi della Cina"), pubblicato da Laffont.

#### Fiori e cannoni

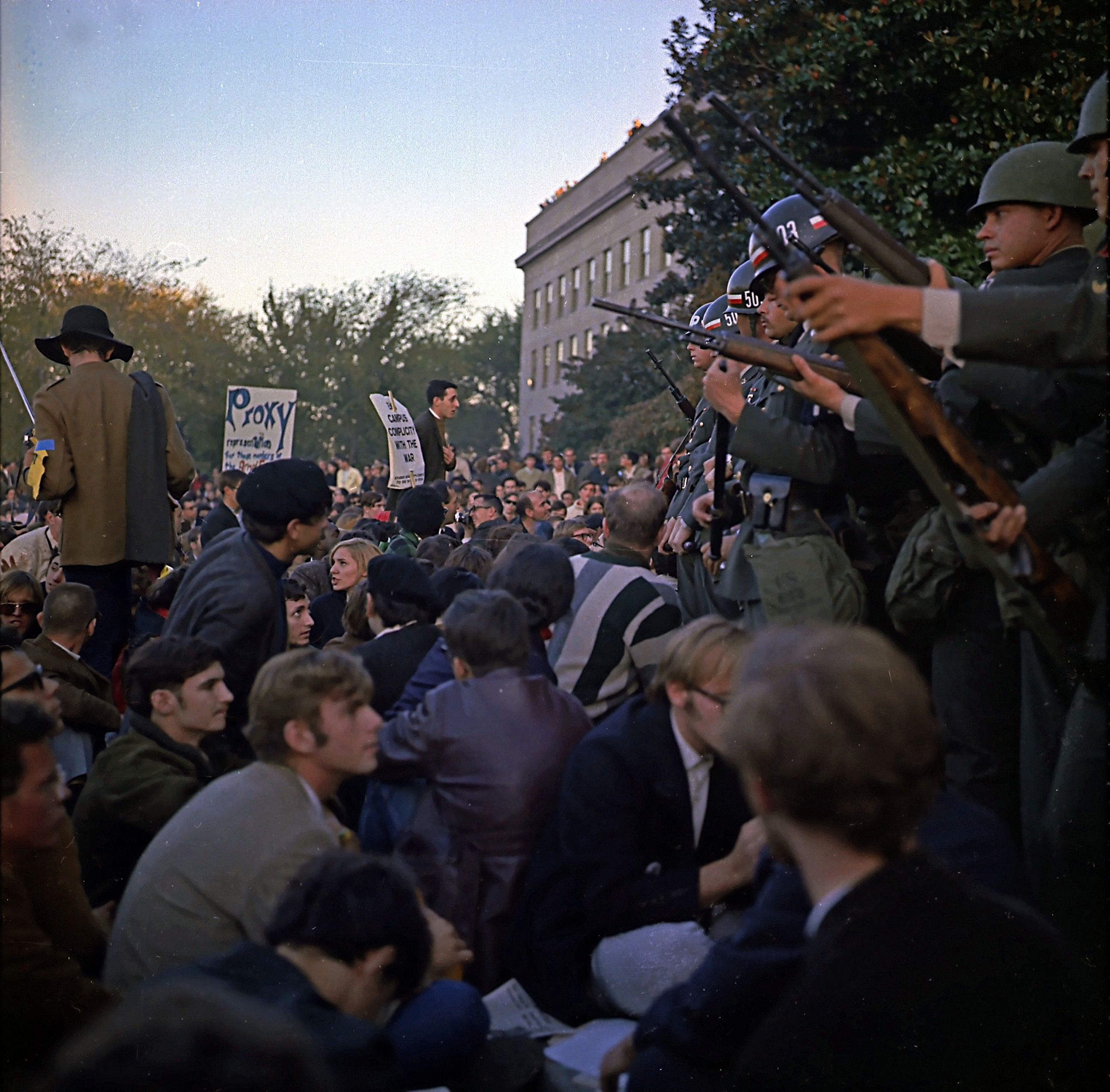
La manifestazione in cui Riboud scattò la Jeune fille à la fleur il 21 ottobre 1967 a Washington (archivi Esercito degli Stati Uniti)

Il 1967 lo trovò a Washington, negli Stati Uniti, a una manifestazione tenutasi il 21 ottobre davanti al Pentagono contro la guerra del Vietnam; in questa occasione fotografò una donna che aveva in mano un fiore e lo porgeva ai soldati. La foto fu intitolata la Jeune fille à la fleur ("la ragazza con il fiore") e diede una relativa notorietà alla giovane protagonista, Jan Rose Kasmir allora diciassettenne. Questo scatto, l'ultimo della serie, divenne un'icona del pacifismo. Lo stesso Ribaud lo descrisse come "il simbolo della gioventù americana: un fiore contro le baionette".
L'immagine ha una felice composizione in cui sono molto nettamente contrapposti espressivamente a sinistra i grigi anonimi soldati con le loro baionette puntate nel vuoto, a destra la vivace ancorché triste ragazza con il fiore, con il contrasto simbolico palese: metà immagine pro guerra (i soldati) e l'altra metà contro guerra (la ragazza e il fiore). Nell'analisi di Régis Dubois l'immagine assomma una serie di opposizioni frontali che si sublimano nelle antitesi distinte ai lati della metà verticale dello scatto: sinistra/destra (passato/avvenire), uomini/donna, plurale/singolare, scuro/chiaro, orizzontali/verticale, sfocato/nitido, e poi le associazioni uomo-arma-guerra contro donna-fiore-pace, violenza/non violenza, baionette falliche contro il fiore virginale, l'uomo attivo contro la donna passiva, imperialismo e resistenza, morte e vita.
Jan Rose Kasmir apprese dell'immagine solo molti anni dopo, a metà degli anni '80, quando suo padre la riconobbe in una rivista che aveva acquistato in Scozia; la Kasmir proseguì nelle sue battaglie d'opinione e nel 2003 fu fotografata dallo stesso Riboud a Londra mentre manifestava agitando la famosa fotografia divisa in due.
Alla manifestazione assisteva lo stesso giorno anche un altro fotografo, Bernie Boston (1933–2008), che ritrasse un altro ragazzo che infilava un fiore nella volata del fucile di uno dei medesimi militi della Guardia Nazionale; lo scatto, intitolato Flower Power ("Potere dei fiori") ottenne una nomination al Premio Pulitzer 1967.

#### Davanti agli eventi
Ribaud dichiarò di aver appreso a porsi dinanzi ai cortei, anziché limitarsi a seguirli, «per affrontare i visi, gli sguardi sempre più da vicino», secondo una lezione impartitagli da Robert Capa che gli aveva spiegato che quando le foto non sono buone, il fotografo non è abbastanza vicino.
L'anno seguente, nel 1968, fu a Parigi a fotografare le manifestazioni degli studenti, il "maggio francese". Viaggiò per il Nord e il Sud del Vietnam (ove sarebbe tornato nel 1969, nel 1972 e nel 1976) e ne ritrasse la riforma dei quadri operata dal regime comunista. Negli anni Settanta fu di nuovo in Cina, Paese in cui tornò sempre, di tanto in tanto, sino al suo ultimo soggiorno a Shanghai del 2010.
Il 1973 fu l'anno in cui negli Stati Uniti si tenne il processo per lo Scandalo Watergate, che monopolizzò l'attenzione internazionale, e Riboud era lì a Washington a seguirlo e fotografarlo. Poco tempo dopo fu a Praga, anche in diretto sostegno degli aderenti al movimento Charta 77, una clamorosa esplosione di dissenso in Cecoslovacchia, e della sua amica Anna Fárová (1928–2010), storica dell'arte e, in particolare, della fotografia.
Riboud era a Teheran nel 1979: lo Shāh Mohammad Reza Pahlavi aveva lasciato il paese mentre rientrava per prendere trionfalmente il potere l'āyatollāh Ruhollah Khomeyni, sino ad allora in esilio. Poco tempo dopo sarebbe iniziata la lunga "crisi degli ostaggi" americani.
Nel 1979 partecipa come insegnante alla manifestazione Venezia 79 La fotografia, patrocinata dall'Unesco e dall'International Center of Photography presieduto da Cornell Capa.
Nel 1980 non mancò in Polonia i movimenti che condussero al prorompere di Solidarność. Nel 1987 rientrò a Lione per seguire il processo a Klaus Barbie.

### Le foto d'arte
A partire dal 1986, seguendo i consigli del suo amico pittore Zao Wou-Ki, fece la scoperta della Montagna Gialla, lo Huangshan, che tanto aveva ispirato i pittori cinesi. Soggiornò ripetutamente a Angkor, luogo di affascinanti templi invasi dalle radici di alberi secolari.
Nella decade successiva viaggiò per le sue esposizioni nel mondo, e si dedicò a comporre libri. Ma nel 1998, alla fine dell'apartheid, fu a Johannesburg, in Sudafrica, e fotografò Soweto e altri villaggi distanti dalla capitale.
Nel 2008 si recò a New York per riprendere la vittoria di Barack Obama alle presidenziali; è del 2010 il suo ultimo viaggio, a Shanghai, per l'inaugurazione di una sua esposizione. La salute gli impedì di lasciare in seguito Parigi, dove morì.

## Esposizioni personali
- 1963 Marc Riboud (The Art Institute, Chicago)[14]
- 1966 China (Institute of Contemporary Art, London)
- 1966 China (Asia House, New York)[14]
- 1967 China (The Photographers Gallery, London)
- 1974 Marc Riboud (The Photographers Gallery, London)[14]
- 1975 Nord Vietnam (Rote Fabrik, Zurich)
- 1975 Marc Riboud (International Center of Photography, NY)
- 1977 Marc Riboud (Galerie Municipale du Chateau d'eau, Toulouse)[14]
- 1978 Marc Riboud (Galerie Agathe Gaillard, Paris)
- 1981 From China & Elsewhere (Gallery Photograph, NY)
- 1981 China (The Photographers Gallery, London)
- 1982 Chine (Le Trépied, Galerie Photo, Geneva)[14]
- 1984 Hommage à Marc Riboud (Centre d’action culturelle and ‘China’ Galerie ACPA, Bordeaux)[14]
- 1985 Rétrospective (Musée d’Art moderne de la Ville, Paris - retrospettiva)[14]
- 1988 Marc Riboud (Galerie Agathe Gaillard, Paris)
- 1988 Marc Riboud (International Center of Photography, NY)
- 1992 L'embarras du choix (Galerie Agathe Gaillard, Paris)[14]
- 1993 Lasting moments 1953-1988 (International Center of Photography, New York)[14]
- 1996 China, Travelling Exhibition (Centre National de Photographie, Paris - Barbican, Londra - International Center of Photography, NY)
- 1996 Forty Years of Photography (Museo delle Belle Arti, Pechino, Cina)[14]
- 2000 Marc Riboud, photos choisies (Centro di SToria della resistenza e della Deportazione, Lione)[14]
- 2004 Marc Riboud, 50 and de photographie (Maison européenne de la Photographie, Paris - retrospettiva)[14]
- 2008 Les Inédits de Marc Riboud (Atelier Publimod, Paris)
- 2009 Marc Riboud. L'Instinct de l'instant. 50 Years of Photography (Musée de la Vie romantique, Paris)
- 2009 China 1954-2004 (Month of Photography Asia, Singapore)
- 2010 Krishna Riboud's Garden (Musée des Arts asiatiques—Guimet, Paris)